# ドン・マッカラン

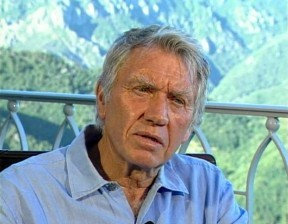
Don McCullin, 2011

ドン･マッカラン（Don McCullin、1935年10月9日-）は、イギリス出身の写真家。報道写真（特に戦争写真）の分野で活躍中。現代の紛争を撮る写真家のひとりで、そのキャリアは過去50年間の紛争を網羅との評価がある。

## 略歴
マッカランはロンドンのセント・パンクラスで生まれた。
- 1940年代、1950年代

ハンマースミス芸術工芸建築学校にて奨学金を受ける。父の死で学校を退学した。その後英国空軍に勤務。
1959年、最初の写真作品を発表。
- 1960年代、1970年代

クリスティーヌ・デントと結婚。製鉄労働者のシリーズを撮影。キュプロス島の市民戦争を撮影、世界報道写真大賞受賞。インドの飢饉を撮影。
1968年、ヴェトナムのテト攻勢を撮影、ナイジェリアのピアフラ戦争を撮影。
チャドの撮影。
1973年ニジェールのトゥアグレ飢饉を撮影、第4次中東戦争を撮影。
- 1980年代、1990年代

『闇の心』（Hearts of Darkness）を出版。
1982年、エルサルヴァドル市民戦争を撮影。
クリスティーヌと離婚。エーリッヒ・ザロモン賞受賞。マリリン・ブリッジズと結婚。
- 2000年代以降

2001年、離婚。『ドン・マッカラン』を出版。2002年、キャサリン・フェアウェルと結婚。
『アフリカのドン・マッカラン』を出版。
2020年11月19日、アンジェリーナ・ジョリーがマッカランの伝記映画『Unreasonable Behaviour』を監督することが発表された。タイトルはマッカランの自伝『Unreasonable Behaviour: An Autobiography』（2002年）に基づく。脚本は『ベルファスト71』を執筆したグレゴリー・バークが務める予定。

## 主要展覧会
日本においては大規模な展覧会は開催されたことはない。
- 1993年：ドン・マッカラン回顧展（国際写真センター、パリのパレドトーキョー）
- 1998年：ドン・マッカラン回顧展（バービカン・ギャラリー、ロンドン）
- 2007年：ドン・マッカラン　教会と信仰（国立肖像美術館、ロンドン）

## 和書
- ドン・マッカラン（ポケット･フォト・シリーズ、創元社、藤崎学人・訳、2011年、ISBN： 9784422700861）：

## 洋書
- - Don McCullin（ドン・マッカラン） (b. 1935, London, England, UK、戦争11、1968)
- Photographers A-Z（Hans-Michael Koetzle、Taschen、2011、978-3-865-1109-4）262ページ
  - Don(ald) McCullin, 9.10.1935 London (England)-Lives in Somerset (England)